# Leptopanorpa jacobsoni
Leptopanorpa jacobsoni is een insect uit de orde van de schorpioenvliegen (Mecoptera), familie van de schorpioenvliegen (Panorpidae). De wetenschappelijke naam van de soort is voor het eerst geldig gepubliceerd door Weele in 1909.
De soort komt voor in Java.